# Adolphe Piot
 (décembre 2020).
Si vous disposez d'ouvrages ou d'articles de référence ou si vous connaissez des sites web de qualité traitant du thème abordé ici, merci de compléter l'article en donnant les références utiles à sa vérifiabilité et en les liant à la section « Notes et références ».
Étienne Adolphe Piot né le 13 février 1831 à Digoin et mort le 13 mai 1910 à Paris est un peintre français.
Il est connu pour ses portraits de jeunes femmes. Il expose dans les salons artistiques parisiens de 1850 à 1909. 

## Biographie
(avril 2022).

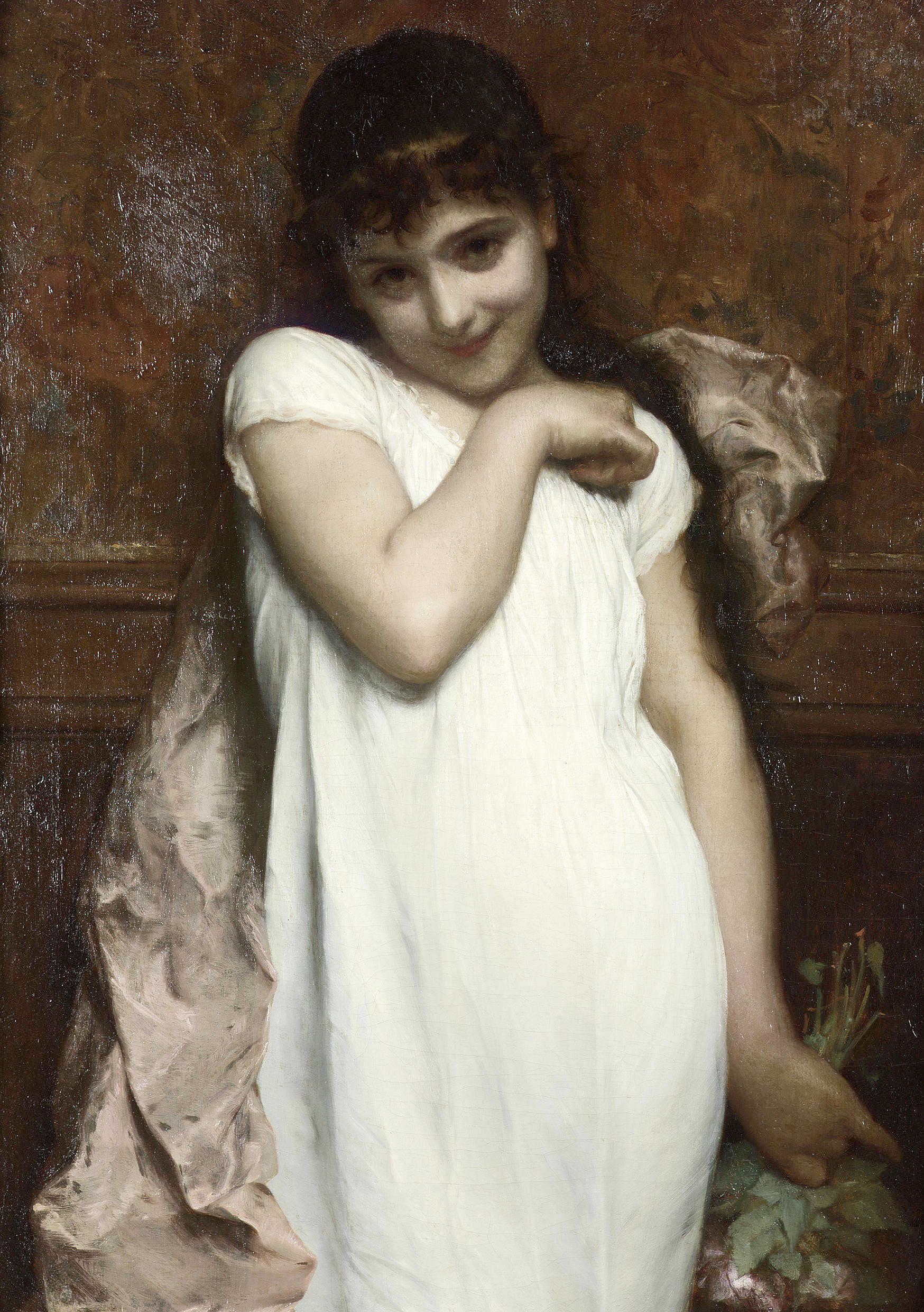
Portrait d'une jeune fille, localisation inconnue.

Adolphe Piot est le fils d'un pharmacien de Digoin (Saône-et-Loire), qui deviendra commissaire de police à Paris à la fin des années 1840.
Il entre aux Beaux-Arts de Paris où il devient élève de Léon Cogniet. Il se lie alors d'amitié avec Pierre De Coninck, Félix Fossey, Léon Bonnat, Henry Axenfeld, Jean-Jacques Henner et Henri Chapu.
Au sein de son atelier, Cogniet lui transmet son amour des « formes humaines », et continuera à aider le jeune artiste durant sa carrière. Piot développera comme thème de prédilection les portraits de jeunes femmes. À cette époque, il demeure 21, quai de Bourbon sur l'île Saint-Louis à Paris.
En 1864, il quitte Paris et ses acheteurs ingrats pour tenter de faire fortune aux États-Unis et s'installe  à New York, année où il expose un portrait à l'Académie américaine des beaux-arts de la ville. De son vivant, une de ses œuvres figura au Brooklyn Museum de New York.
De retour à Paris en 1866, il s'installe au 21, quai Malaquais dans le 6e arrondissement de Paris, à côté de l'École des beaux arts, où il demeurera jusqu'à son décès.
Servies par une remarquable technique, ses représentations souvent idéalisées voire un peu mièvre de la femme et des jeunes filles sont pleines de délicatesse. Les expressions de ses modèles, qu'il s'agisse d'un sourire timide, ou d’un coup d'œil sur une épaule apportent toujours l’émotion recherchée par le peintre.
En 1870, il est à Paris quand les défaites de la guerre contre la Prusse ne cessent de s'enchaîner. Alors que la catastrophe à venir semble de plus en plus inéluctable, il écrit à son ami Pierre de Coninck : « Crois-moi, cher ami, estime toi heureux d'être à Dunkerque, et très occupé. Je voudrais pouvoir m'enterrer quelque part, et ne me réveiller qu'une fois tout fini, puisque je ne peux rien ». Puis un peu plus tard : « Que tout cela est horrible ! Et cette boucherie ne fait que commencer. Depuis la première nouvelle de nos revers, il m'a été impossible de travailler. Je fais tous les jours une bonne heure d'exercice ; et je serai bientôt un vrai garde national. Mais Dieu ! que le fusil me casse le bras ! ».
Tandis que Piot continue l'exercice en attendant l'heure du combat, Axenfeld écrit à de Coninck au sujet de leur ami commun : « Pauvre garçon ! Il est si bien résigné à mourir, qu'il m'a déjà communiqué en partie son testament verbal. Toi tu seras probablement chargé de la partie du travail inachevé. »
Peu après la bataille de Buzenval le 19 janvier 1871, Piot écrit à nouveau à de Coninck : « As-tu appris que cet infortuné Henri Regnault a été tué un des premiers à la dernière affaire ? Ô stupidité des balles ! Et notre pauvre art, pour combien de temps est-il mort ? ». Puis un  peu plus loin : « J'ai vu le feu ; je suis revenu sain et sauf. »
Au printemps 1871, Piot retrouve espoir : « C'est aujourd'hui », dit-il à De Coninck, « que je commence à m'en rendre compte ; je sens constamment un appétit effroyable. Et tout le monde en est là. J'avais un peu de gastralgie ; mais cela disparaît, le gigot aidant. Oh ! si tu savais comme c'est bon, le gigot ! Mais tu ne le sais pas ; il faut, pour cela, avoir passé par quatre mois d'investissement. La première fois que nous avons vu du pain blanc, qu'on avait apporté de Saint-Germain, après la convention [lisez capitulation], nous nous sommes demandé, très sérieusement, si ce pain était naturel, si le pain avait jamais été aussi blanc. Voilà encore qui est bon, le pain blanc ! Et le beurre frais donc ! C'est à faire des bassesses ; à capituler, quoi ? Une chose que je ne me figure pas, par exemple, c'est l'effet d'une ville comme Paris brillamment éclairée au gaz. C'est ça qui ne sera pas naturel : ça aura l'air d'une illumination. Si tu voyais ce pauvre Grand Café éclairé au pétrole ! On ne distingue plus le plafond de Delaunay. Et nos pauvres rues ; noires comme des fours. Le plus singulier, c'est qu'on est fait à tout cela, comme s'il n'eût jamais été autrement. » Et, le 24 mars, il écrit : « Il fait un temps splendide, un soleil radieux. La population est dans les rues ; des femmes charmantes ont de charmantes toilettes. Il est possible, dès que nous serons débarrassés des Prussiens (c'est là le principal), que les affaires reprennent vigoureusement. Il le faut même : c'est par le travail, un travail endiablé, que nous pourrons sortir du pétrin, où nous sommes. Je n'ai pas touché une brosse depuis le mois d'août ; je tâcherai de m'y remettre. »
Devenu célèbre dans la haute société parisienne, il voit les commandes affluer, chaque débutante en Europe souhaitant avoir son portrait peint par l’artiste. À travers ses peintures, Piot évoque inlassablement la nature belle et douce de la femme du XIXe siècle. Il s'est appuyé sur des arrière-plans sombres pour mettre en évidence les visages juvéniles de ses modèles, dans un véritable hommage à la grâce féminine.
C'est à cette époque que Piot commence à passer régulièrement des vacances en Bretagne, dont il dira plus tard à de Coninck qui se trouvait à Saint Brieuc : « Quelque ennuyeux que soit Saint-Brieuc, et il l'est, tu es à proximité d'une des plus belles côtes qui soient au monde, celle qui s'étend de Saint-Malo à la pointe du Finistère. Ah ! qu'il y a là des endroits que j'aime, et où j'ai oublié que la vie n'est pas toujours un conte. »
La guerre finie, Piot part régulièrement en vacances en Bretagne. En 1880, il écrit : « Il faudrait absolument trouver moyen de faire des tableaux en province, car il me semble que plus on va, plus les modèles se gâtent à Paris, bien que le travail négatif soit plus payé que le travail positif. Je viens d'être lâché avant l'achèvement d'un tableau ; ce qui m'a bien fait perdre du temps et à failli me faire perdre même le tableau. Mes petites filles de Bretagne n'auraient pas fait ce coup-là. »
À partir de 1880, Adolphe Piot expose au Salon des artistes français des scènes de genre et ses portraits féminins, puis il en devient sociétaire en 1883. Il y obtient une mention honorable en 1890.
En 1882, il écrit à de Coninck, qui vit alors dans un petit village : « Il faut prendre un parti. Nous sommes encore à l'âge où l'on peut piocher. Il faut en profiter. Il y a deux ou trois ans, la crise américaine durait encore. J'avais prévu qu'elle finirait et que les affaires reprendraient. C'est arrivé ; les Américains achètent beaucoup maintenant ; mais il faut avoir quelque chose à leur montrer. Tu as travaillé pour avoir des médailles ; travaille maintenant pour bien vendre. Décide-toi ; tu ne peux pas rester enterré là-bas. »
En 1885, la peinture connaît une nouvelle crise et se vend moins bien il écrit : « À mesure qu'on chemine dans la vie, la conversation languit ; on a moins à se dire pendant cette seconde partie de la route. Elle est toute aux réalités, aux choses positives, privée des illusions et des espérances bavardes du commencement. Cependant la tristesse m'effleure à peine ; et la vie me semble très estimable, tant qu'il y a du bien à vouloir, des braves gens à aimer, de belles choses à admirer. » Gustave Derudder présentant ainsi le caractère du peintre à cette période de sa vie : « Quand on sait sourire ainsi à la vie, on mérite bien que la vie vous sourie un peu. Piot ne craignait qu'une chose, c'était d'être arrêté dans son travail ; car il était de ceux qui ne s'arrêtent point par mollesse, et ne consentent au repos que lorsqu'ils l'ont bien gagné. » Axenfeld écrit sur Piot à cette époque : « Qui sait ce que l'avenir lui réserve ? Il a repris son travail ; mais, les prix ayant terriblement baissé, il n'a gagné cette année que la moitié de ce qu'il avait gagné les années précédentes. » Piot donne si volontiers sa pitié aux autres, qu'il n'en réserve pas pour lui-même ; et, parlant tranquillement de ses douleurs d'intestins, qu'il n'apaise qu'à force de se soumettre à l'opium, Piot ajoute avec une touchante satisfaction : « Je vais très bien ; je suis très content de l'état actuel de ma santé, puisque je ne suis presque jamais empêché de travailler. »
Lors du décès de son père le 31 juillet 1885, il écrit à Pierre de Coninck : « Mon pauvre père a succombé hier à midi et demi. Depuis quelques jours, il ne mangeait plus, et ne parlait qu'avec la plus grande difficulté. Quand on lui demandait s'il souffrait, s'il était oppressé, bien qu'il le fût, il disait que non. Il reconnaissait ceux qu'il avait l'habitude de voir et leur serrait la main en souriant. »
En 1892, l'entreprise Lefèvre-Utile décide d'établir une collaboration annuelle avec un artiste pour la réalisation d'un tableau servant de support d'un ensemble de déclinaisons publicitaires allant de l'affiche au calendrier de poche. Louis Lefèvre-Utile commande en 1898 à Piot deux tableaux qui seront utilisés en panonceaux pour les années 1899 La jeune femme accoudée et 1900 La jeune femme de profil. Il sollicitera à nouveau le peintre en 1910 pour la composition de l'année 1911. Ce tableau L'Album japonais met en scène une jeune femme à l'expression mutine lisant un livre où la couverture de style japonais laisse apparaître les initiales « LU ». Adolphe Piot reste fidèle à ses compositions habituelles. On retrouve à travers la chaleur des couleurs employées l'ambiance intime et feutrée propre à ce maître de salon.
Adolphe Piot meurt célibataire le 13 mai 1910 à son domicile parisien.

Œuvres d'Adolphe Piot
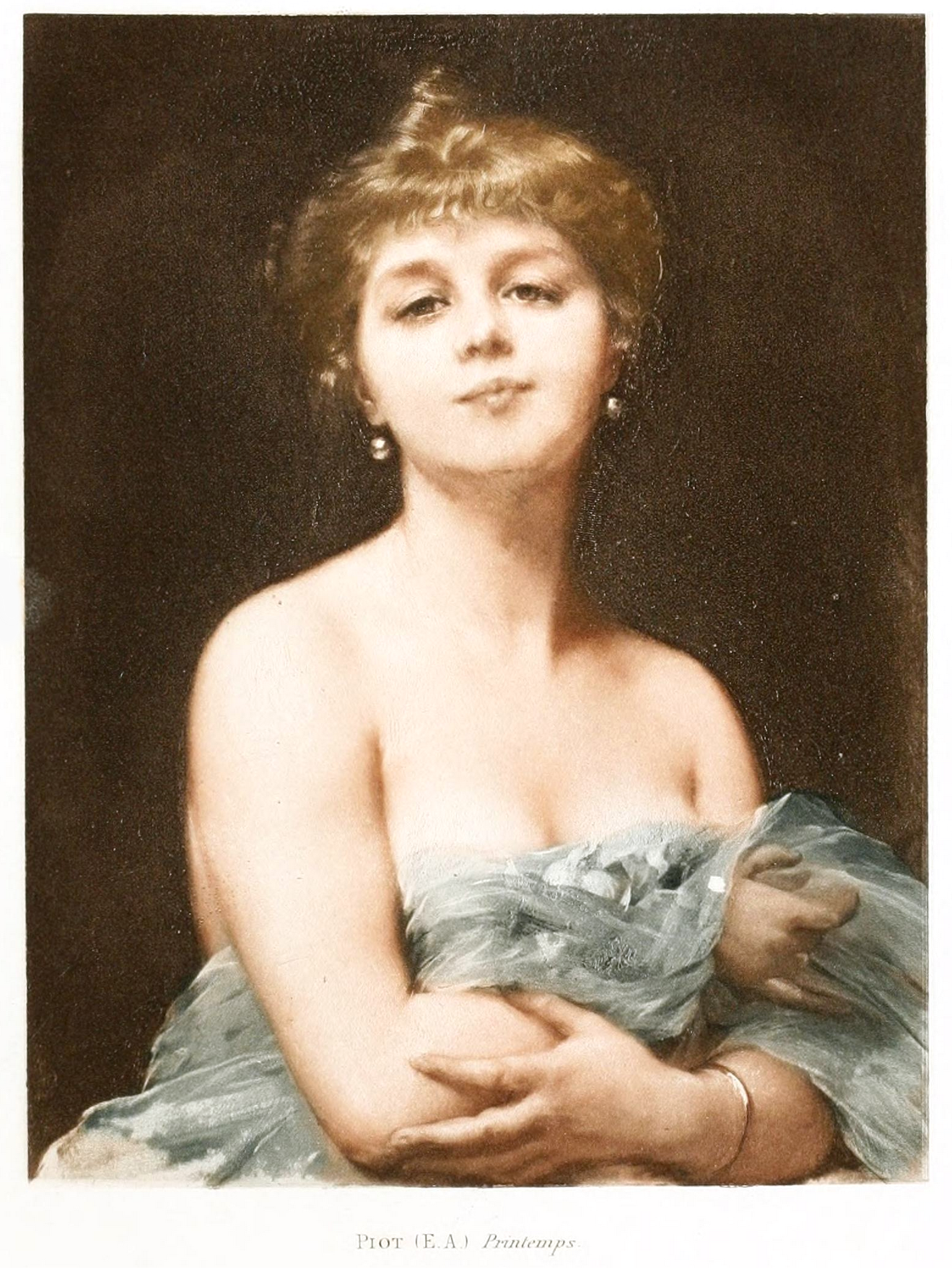
Printemps (Salon de 1892), localisation inconnue.
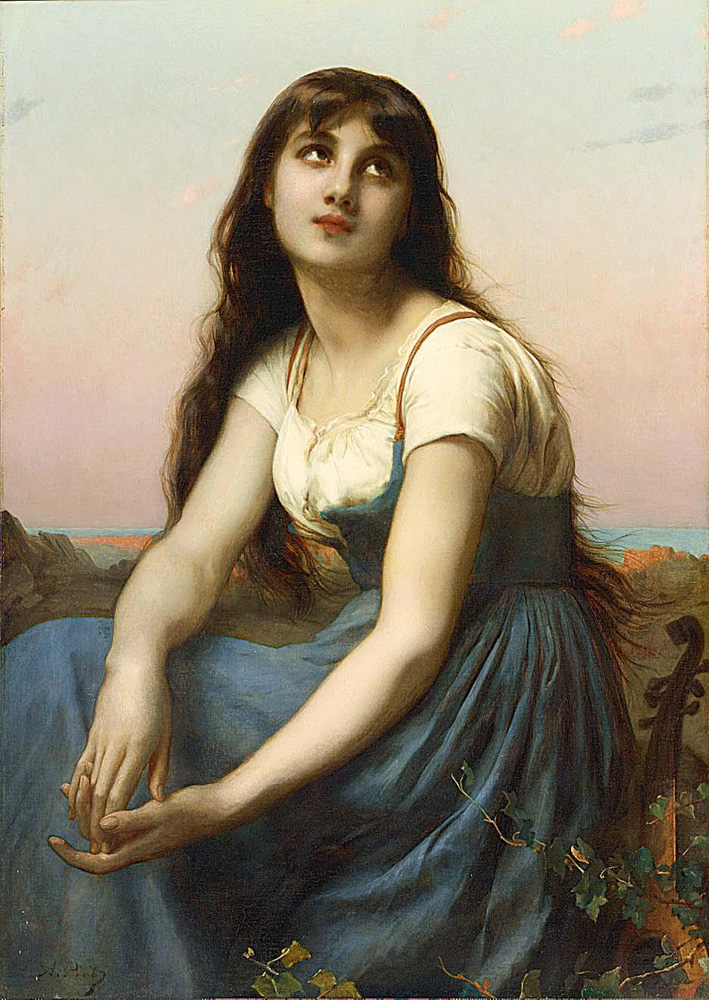
Une jeune beauté, localisation inconnue.
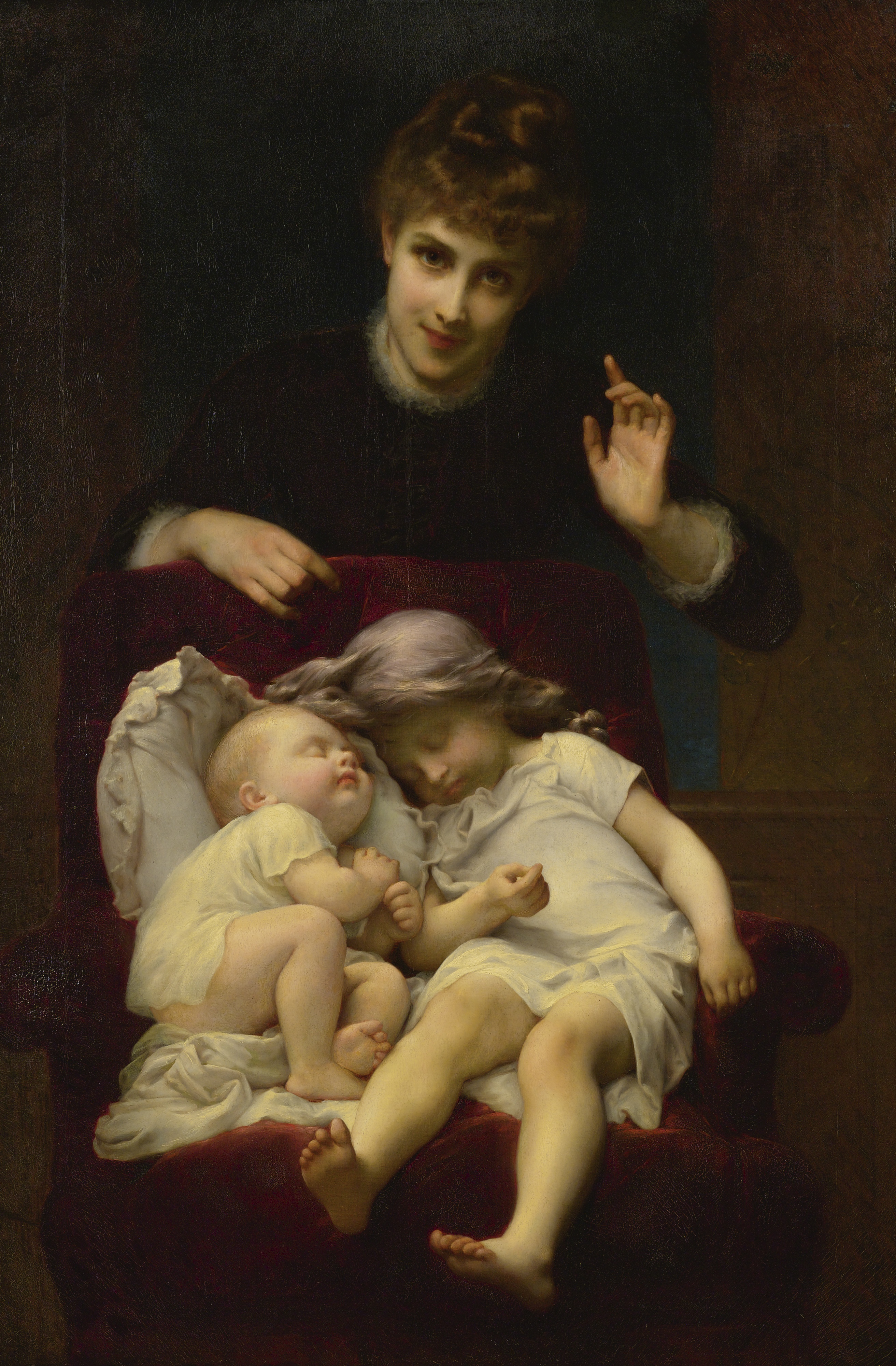
Maternité, localisation inconnue.
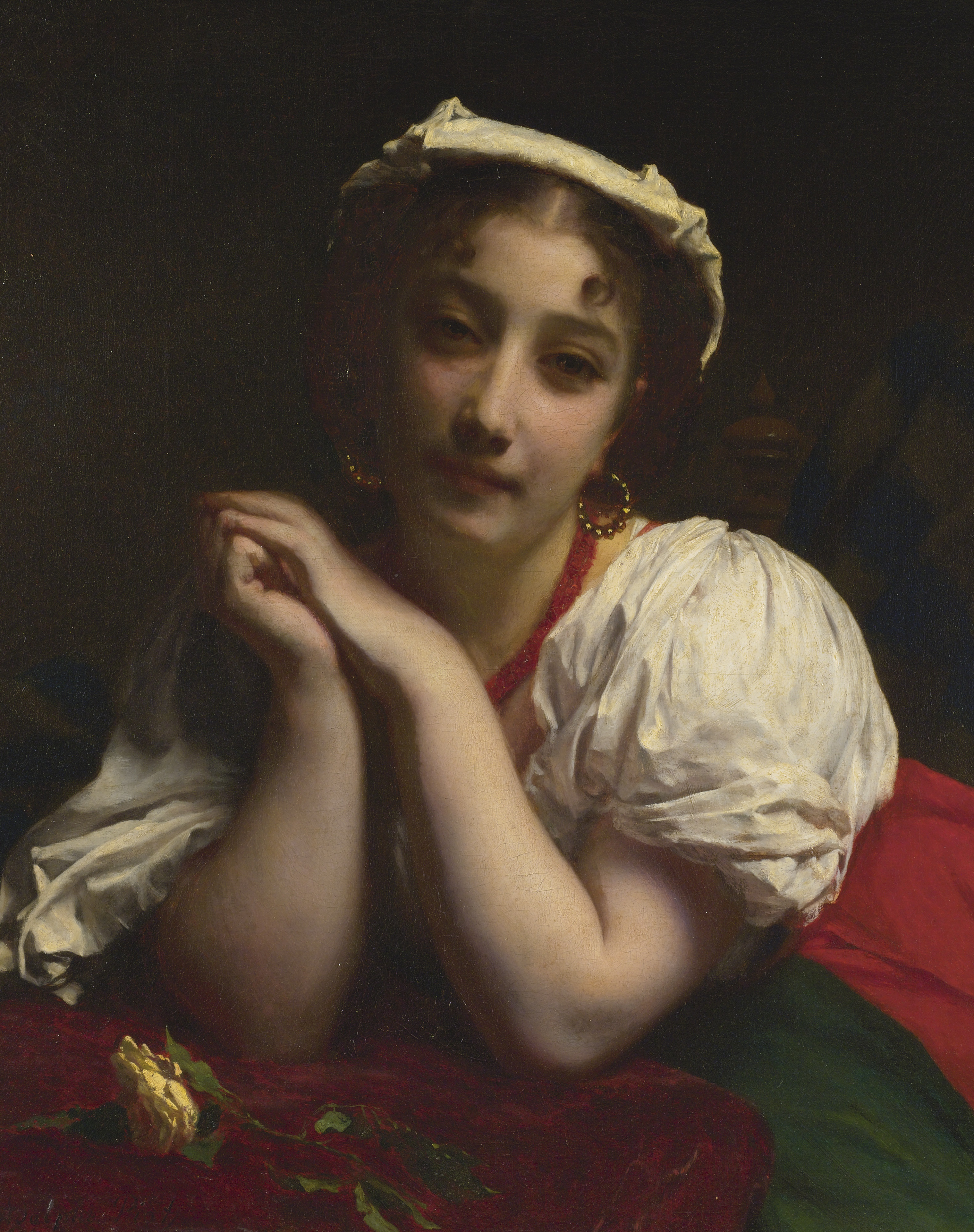
Jeune italienne, localisation inconnue.
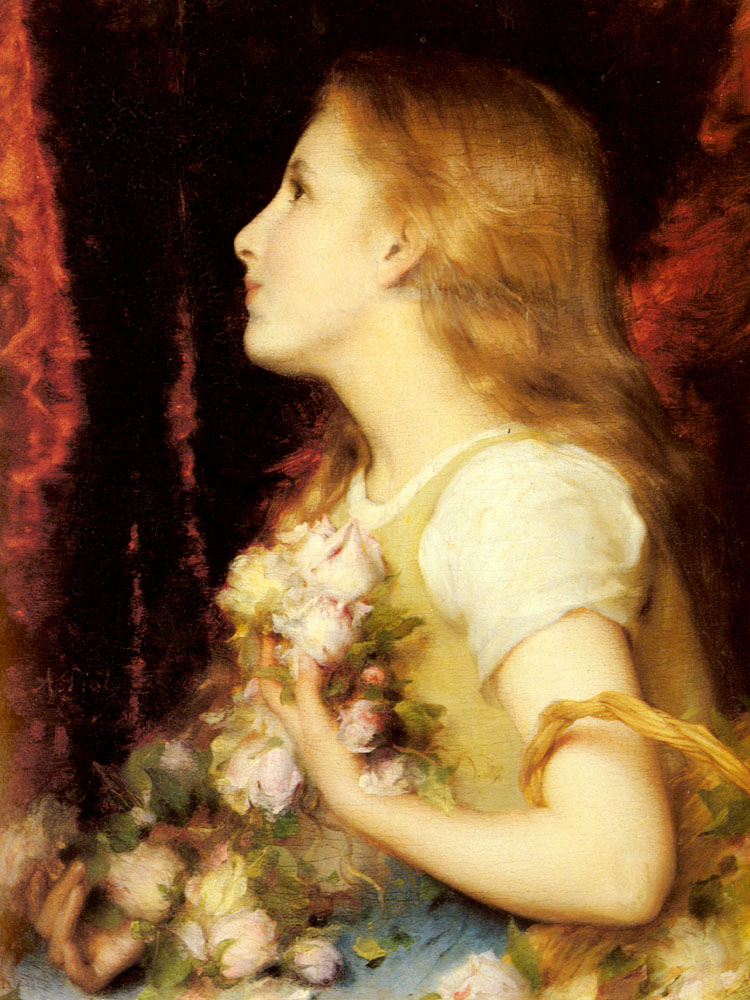
Jeune fille au panier de fleurs, localisation inconnue.